# Municipio de Buffalo (Arkansas)
El municipio de Buffalo (en inglés: Buffalo Township) es un municipio ubicado en el condado de Craighead en el estado estadounidense de Arkansas. En el año 2010 tenía una población de 1969 habitantes y una densidad poblacional de 10,95 personas por km².

## Geografía
El municipio de Buffalo se encuentra ubicado en las coordenadas 35°55′31″N 90°21′3″O / 35.92528, -90.35083. Según la Oficina del Censo de los Estados Unidos, el municipio tiene una superficie total de 179.82 km², de la cual 177,12 km² corresponden a tierra firme y (1,5 %) 2,69 km² es agua.

## Demografía
Según el censo de 2010, había 1969 personas residiendo en el municipio de Buffalo. La densidad de población era de 10,95 hab./km². De los 1969 habitantes, el municipio de Buffalo estaba compuesto por el 94,57 % blancos, el 0,15 % eran afroamericanos, el 0,36 % eran amerindios, el 0,05 % eran asiáticos, el 4,06 % eran de otras razas y el 0,81 % eran de una mezcla de razas. Del total de la población el 6,3 % eran hispanos o latinos de cualquier raza.